# Rester vertical
Pour plus de détails, voir Fiche technique et Distribution.
Rester vertical est un film français réalisé par Alain Guiraudie, sorti le 24 août 2016. 
Il est en sélection officielle au Festival de Cannes 2016.

## Synopsis
Alors qu’il cherche le loup sur un causse en Lozère, Léo, scénariste breton fauché et à court d'idées, rencontre une bergère prénommée Marie qui élève seule ses deux enfants à la ferme de son père. Armée d'un fusil, elle protège son troupeau de brebis des attaques destructrices du loup. Tous deux solitaires et en mal d'amour, ils s'éprennent rapidement l'un de l'autre. De cette rencontre naîtra un bébé. 
Au cours de ses déplacements en Lozère, Léo rencontre Yoan, un jeune homme désœuvré qui vit chez le vieux Marcel, nostalgique bougon de Pink Floyd qui écoute sa chaîne hifi à plein volume à longueur de journée. Des relations étranges naissent entre ces trois individus tous aussi perdus dans la vie les uns que les autres, pour des motifs différents. 
Marie, en proie à une dépression post-natale, voyant que Léo est instable et ne veut pas forcément s'installer avec elle, décide brutalement d'abandonner l’enfant et le père pour se rendre en ville à Séverac-le-Château. Resté seul avec le bébé à la ferme, Léo est tiraillé entre la gêne que lui procure cet encombrant paquet et une certaine tendresse protectrice pour le bébé. De plus en plus incapable de produire la moindre ligne de scénario, il supplie son producteur de lui verser des avances sur le travail qui lui est demandé, jusqu'à la rupture avec lui, qui cesse de le financer. C'est alors qu'il sombre dans la misère, se retrouvant tel un SDF à qui il donnait quelques pièces auparavant. Lorsque sa vie vire au cauchemar, poursuivi par la gendarmerie, il prend conscience de son déclin et revient se protéger dans la montagne et à sa quête fascinée du loup.

## Fiche technique
- Titre français : Rester vertical
- Réalisation : Alain Guiraudie
- Scénario : Alain Guiraudie
- Photographie : Claire Mathon
- Décors : Toma Baquéni
- Montage : Jean-Christophe Hym
- Pays d'origine :  France
- Production : Les Films du Worso, Les Films du losange, en association avec les SOFICA Cinémage 10, Cinéventure 1 et Indéfilms 4
- Direction de production : Nicolas Leclère
- Genre : drame
- Durée : 98 minutes
- Date de sortie : 
  -  France : 12 mai 2016 (Festival de Cannes 2016), 24 août 2016 (sortie nationale)
- Interdit aux moins de 12 ans

## Distribution
- Damien Bonnard : Léo, le scénariste
- India Hair : Marie
- Raphaël Thiéry : Jean-Louis, le berger, père de Marie
- Christian Bouillette : Marcel, le vieux
- Basile Meilleurat : Yoan, le jeune qui vit chez Marcel
- Laure Calamy : Mirande
- Sébastien Novac : le producteur

## Subventions
Le film reçoit diverses subventions de régions françaises : 129 000 € de l'Antenne Cinéma de la Région Languedoc Roussillon Midi-Pyrénées , 40 000 € de l'ex-Région Poitou-Charentes et 50 000 euros du département de la Charente-Maritime.

## Accueil critique
Rester Vertical a été classé n°7 dans le Top 10 2016 des Cahiers du Cinéma. Pour Joachim Lepastier, « Rester vertical laisse ainsi sourdre de son socle désenchanté et de son sol rocailleux d’éclatantes fusées qui sont autant d’opportunités pour de nouveaux départs. »
Pour Mathieu Macheret du Monde, « Rester vertical est semé de moments sublimes, d'idées fortes et de grands moments de mise en scène. [...] Plus le film avance et plus le « loup » revêt une dimension mythologique, pour désigner symboliquement la ligue obscure de toutes ces forces qui menacent le vivant, la liberté, la création, le désir, le nomadisme existentiel, dans un monde de moins en moins habitable. Rester vertical [...] (c'est) un axiome qui invite à se tenir droit, vent debout contre toute adversité, sans rien transiger avec soi-même. ». 
Pour Louis Guichard de Télérama, « Entre inquiétude et utopie, entre David Lynch et Raymond Depardon pour ainsi dire, Guiraudie filme les ruraux et les clodos, mais aussi le cycle complet de la vie, de la naissance à la mort. [...] En suivant la logique des rêves, parfois des cauchemars, Rester vertical abonde en rebondissements stupéfiants, mais sans hermétisme ni provocation. [...] Le loup fournit une métaphore lumineuse de bien des terreurs actuelles. Pendant la plus grande partie du film, on ne parle que d'éliminer coûte que coûte l'animal sauvage. Et, finalement, émerge cette sagesse qui suggère de combattre d'abord la peur elle-même. ». 
Pour Jean-Michel Frodon sur Slate.fr: "Le film est tout entier porté par la scandaleuse revendication de la possibilité de dire et de montrer ce qui se passe du côté obscur du désir, de prendre acte de ce qui se joue d’aussi mal catalogué que la volonté d’être mère d’un homme, ou le désir homosexuel chez un prolétaire de l’élevage en moyenne montagne. Et cette réponse, qui déroute, surprend, dérange, fait tour à tour rire, refuser, s’intriguer. Tout simplement, elle construit la remise en mouvement de nos clichés, de notre système de référence et de représentation, ô combien libéral et ouvert il va sans dire, mais pas moins très arc-bouté sur un jeu de modèles à la fois moral, sexuel, physiologique, visuel."
Pour Jean-Marc Lalanne des Inrockuptibles, « Rester vertical décrit un monde (le nôtre) où l'alignement horizontal de tous avec tous s'opère par le bas. [...] La résistance pourrait n’être qu’un feu de paille, la partie est déjà jouée, et Rester vertical est probablement le film le plus pessimiste, le plus angoissé, le plus sombre de son auteur. [...] Accélérer la destitution, aller au-devant des prédateurs, c’est peut-être le dernier acte de volonté possible pour les brebis de ce monde. La dernière possibilité de courage. Se jeter dans la gueule du loup, choisir l'imprudence et le risque, c’est aussi ce qu'accomplit Alain Guiraudie avec ce film, à un tournant décisif de son œuvre. Après le succès public de L'Inconnu du lac, film parfait et classique instantané, il a choisi de ne pas thésauriser, de tout remettre en jeu. ».

## Autour du film
Les acteurs Raphaël Thiéry dans le rôle de Jean-Louis, le berger et père de Marie, ainsi que Basile Meilleurat dans le rôle de Yoan, le jeune qui vit chez Marcel, font avec ce film leur première apparition au cinéma.

## Distinctions

### Récompense
- Prix Lumières 2017 : Meilleur espoir masculin pour Damien Bonnard

### Sélection
- Festival de Cannes 2016 : sélection officielle, en compétition